# Sainte-Camelle

Sainte-Camelle este o comună în departamentul Aude din sudul Franței. În 1 ianuarie 2022 avea o populație de 124 de locuitori.